# Hollywood Hillbillies
Hollywood Hillbillies är en amerikansk reality-serie från 2014 på Reelz som följer den Michael Kittrell, hans mormor Delores "Mema" Hughes, hans moster Dee Dee Peters, och hans farbror John Cox när de rör sig från sin Georgien hemstad till Hollywood, Kalifornien.